# Zumurrud
Zumurrud Khatun (Arabisch: زمرد خاتون; ca. 1095 – na 1139) was regent van de stad Damascus tussen 1135 en 1138 en was onder meer getrouwd met Zengi.

## Biografie
Zumurrud was de dochter van Safwat al-Mulk en was de halfzus van Duqaq. Ze werd waarschijnlijk geboren tussen 1095 en 1100. Ze was getrouwd met Taj al-Muluk Buri, atabeg van Damascus en werd de moeder van Isma'il en Mahmud. Nadat haar oudste zoon zijn vader was opgevolgd ging hij over tot een gewelddadige strategie tegen zijn vaders vertrouwelingen waarbij hij onder meer hun bezit afnam. Isma'il maakte ook de opvallende keuze om Zengi uit te nodigen om Damascus in te nemen en dreigde anders de stad te geven aan de kruisvaarders.
In angst voor deze machtsovername wendden de militaire commandanten in de stad zich tot Zumurrud. Hierop gaf zij vervolgens de opdracht tot het vermoorden van haar eigen zoon. Waarschijnlijk had Zumurrud een affaire met de hajib Fayruz en haar zoon was op de hoogte van de affaire. In een poging haar eigen leven redden zou ze de opdracht hebben gegeven voor de moord. Nadat deze succesvol was uitgevoerd op 14 februari 1135 plaatste haar andere zoon Mahmud op de positie van atabeg. De commandanten van het leger, de soldaten, edelen en andere elitepersonen van het rijk moesten vervolgens zowel een eed van trouw zweren aan Mahmud als aan Zumurrud.
Meer dan drie jaar lang domineerde Zumurrud de politiek van haar zoon Mahmud in Damascus en Noord-Syrië. In 1138 vroeg de Seltsjoekse atabeg Zengi haar ten huwelijk. Ze ging op het aanbod in en trok na haar huwelijk zich compleet terug uit het politieke leven om samen met hem te leven in Aleppo. Nadat haar zoon een jaar later werd vermoord vroeg ze aan haar echtgenoot om zijn moord te wreken en Damascus te veroveren.

## Nalatenschap
Na de dood van haar eerste man liet Zumurrud in Damascus het Al-Khatuniyya Madrasa bouwen en dit gebouw zou dertig jaar later model staan voor de madrassa die Nur ad-Din zou bouwen in de stad.